# Schalburgtage i Fredericia
|  | Denne artikel er oprettet af botten Steenthbot ud fra en ekstern database. Den kan derfor have sproglige fejl eller mangler. Denne skabelon kan fjernes efter kontrol af indholdet. |

Schalburgtage i Fredericia er en dansk dokumentarisk optagelse fra 1944.

## Handling
Fra december 1943 begyndte den berygtede "Petergruppen" - en hemmelig enhed i Schalburgkorpsets efterretningstjeneste - at udføre kontrasabotage, der af danskerne hurtigt fik navnet Schalburgtage. Aktionerne fungerede som hævn for modstandsbevægelsens øgede aktiviteter. Optagelserne her viser ødelæggelserne af Schalburgtageaktionen imod Restings Isenkram, der blev bombet den 7. maj 1944 og Hotel Landssoldaten, der blev bombet den 30. juli 1944 - begge beliggende i Fredericia.
Nogle af optagelserne blev brugt i bl.a. Theodor Christensens film "Det gælder din frihed" (1946).